# ГЕС Нам-На 2
ГЕС Нам-На 2 — гідроелектростанція в північній частині В'єтнаму. Знаходячись між ГЕС Нам-На 1 (30 МВт, вище по течії) та ГЕС Нам-На 3, входить до складу каскаду на річці Нам-На, лівій притоці Да, яка, своєю чергою, є правою притокою Хонгхи (біля Хайфона впадає у Тонкінську затоку Південнокитайського моря).
У межах проєкту річку перекрили бетонною гравітаційною греблею висотою 25 метрів. Інтегрований у ліву частину споруди машинний зал обладнали трьома турбінами типу Каплан загальною потужністю 66 МВт, які повинні забезпечувати виробництво 254 млн кВт·год електроенергії на рік.